# Pauline de Tourzel
Pauline de Tourzel, née le 15 octobre 1771 à Paris et décédée le 9 juillet 1839 au château de La Rochebeaucourt, est une aristocrate et mémorialiste française.

## Biographie

### Famille
Marie Charlotte Pauline du Bouchet de Sourches est née le 15 octobre 1771 à Paris. Issue de la famille du Bouchet de Sourches, elle est la fille de la marquise de Tourzel, Louise-Élisabeth de Croÿ, dernière gouvernante des enfants de Louis XVI et de Marie-Antoinette d'Autriche, et de Louis François du Bouchet de Sourches, comte de Sourches.
Elle est aussi la petite-fille de Louis II du Bouchet de Sourches et l'arrière petite fille du maréchal de Maillebois. Par son mariage, elle est connue sous le nom de comtesse de Béarn.
En 1837, elle hérite de sa sœur, la duchesse de Charost, la terre et le château de Clères, situés près de Rouen.

### Vie à la cour de Louis XVI
À la suite de la nomination de sa mère comme gouvernante des enfants de France, Pauline de Tourzel vit intimement avec la famille royale au palais des Tuileries. On dit qu'elle rit de l'humour de la comtesse de Provence, dîne avec la famille royale et apprend le billard par le roi Louis XVI lui-même bien qu'elle ne soit pas officiellement présentée à la cour, au grand dam de Mesdames Tantes, Madame Victoire et Madame Sophie.

### Expérience de la Révolution française

#### Les principaux événements
Pauline de Tourzel est adorée du dauphin Louis XVII, qui trouve en elle une alternative plus ludique à sa gouvernante, sa mère, la marquise de Tourzel, qu'il surnomme « Madame Sévère ». Tous deux jouent à des jeux sans fin lors de l'assignation à résidence de la famille aux Tuileries. Pauline de Tourzel joue un rôle crucial en persuadant le jeune dauphin de s'habiller en fille lors de la fuite de la famille royale à Varennes, convainquant le jeune garçon timide que tout cela fait partie d'un jeu de soldats. Lors du refuge de la famille royale auprès des députés de l'Assemblée nationale, il pleure et s'inquiète du sort de sa bien-aimée Pauline de Tourzel après le massacre des Tuileries, et ne cessant que lorsqu'ils sont réunis au couvent.
Durant son séjour aux Tuileries et plus tard à la Prison du Temple, Pauline de Tourzel développe une amitié intime avec la fille aînée de Marie-Antoinette, Marie-Thérèse de France, proche en âge.
Durant la journée du 10 août, parfois surnommée « Seconde Révolution », la famille royale, Louis XVI, Marie-Antoinette d'Autriche, leurs deux enfants, la sœur du roi Élisabeth de France, l'amie proche de la reine la princesse de Lamballe et la mère de Pauline de Tourzel s'enfuient en lieu sûr, cherchant refuge auprès du députés de l'Assemblée nationale quelques instants avant la prise des Tuileries par une foule parisienne. La princesse de Tarente propose de s'occuper de Pauline de Tourzel. Elle suggère aux dames d'honneur, réunies dans l'une des chambres de la reine, de fermer les fenêtres et d'éclairer la pièce. Lorsque la foule entre dans la salle où sont rassemblées les dames d'honneur, la princesse de Tarente, selon Pauline de Tourzel, s'approche d'un des révolutionnaires et lui demande sa protection. Il accepte et l'escorte, elle et Pauline, hors du palais. Suivant cet exemple, le reste des dames d'honneur quittent le palais à peu près de la même manière. La princesse de Tarente et Pauline sont escortées hors du palais par le rebelle, qui les laisse dans la rue ; elles sont ensuite découvertes par une foule qui les emmène en prison, mais le directeur de la prison les laisse libres et la princesse de Tarente emmène Pauline de Tourzel avec elle chez sa grand-mère, après quoi elle peut plus tard rejoindre sa mère.
Pauline de Tourzel rejoint sa mère et la famille royale au couvent où l'assemblée les retient le lendemain. Elle accompagne la famille royale lors de son transfert à la prison du Temple où elle dort dans la cuisine avec Élisabeth de France.

#### Fuite
Le 19 août, accompagnée de sa mère la marquise de Tourzel et de la princesse de Lamballe, elles sont transférées à la prison de La Force pour y être interrogées. Avant les massacres de septembre, un Anglais non identifié aide Pauline de Tourzel à s'évader de la prison ; elle est bientôt rejointe par sa mère, qui échappe également aux massacres, bien que leur codétenue, la princesse de Lamballe, soit tuée.
Leur sauveteur, Monsieur Hardi, leur conseille de quitter Paris, car Pauline de Tourzel s'est évadée illégalement de prison et risque d'être arrêtée. Elles partent à la campagne, où elles vivent incognito à Vincennes et dans la propriété de son fils à Abondant, près de Dreux.
Pauline de Tourzel continue de rendre visite à Marie-Thérèse de France tout au long de sa détention à la Prison du Temple et continue de lui écrire pendant son exil après son départ de France en 1795, lui envoyant une fleur de la tombe de ses parents.

### L'après révolution
Pauline de Tourzel et son mari, en raison de leurs sympathies pour la famille de Bourbon, ne sont pas bien considérés par l'empereur Napoléon et leurs correspondances sont surveillées par la police secrète.
Pauline de Tourzel et Marie-Thérèse de France sont réunies le 29 avril 1814 au château de Compiègne après la Restauration des Bourbons. Elle devient dame d'honneur de celle-ci et l'accompagne sur les tombes de ses parents. Elle l'accompagne aussi dans son voyage à travers la France, dans des provinces comme Bordeaux, mais elles sont finalement séparées le 3 août 1830 à la suite de l'abdication de Charles X.

### Écrit
Elle a laissé des souvenirs, intitulés Souvenirs de quarante ans, 1789-1830, lire en ligne, publiés par son fils  Louis-Hector de Galard de Brassac de Béarn.
Sa vie a inspiré deux livres publiés par son descendant Gaston de Béarn : Pauline aimée (1980) et Pauline mariée et l'enfant du Temple (1983).

### Mariage et descendance
Elle épouse à Paris le 15 janvier 1797 Alexandre Léon Luce de Galard de Brassac de Béarn, marquis de Brassac, comte de Béarn (Paris, 11 juin 1771 - Paris, 12 novembre 1844), chambellan de Napoléon 1er, ministre plénipotentiaire, comte de l'Empire, fils de Guillaume Alexandre de Galard,        marquis de Brassac, comte de Béarn, baron de La Rochebeaucourt, maréchal des camps et armées du Roi, premier gentilhomme de la chambre du comte de Provence, et d'Anne Marie Gabrielle Potier de Novion. D'où deux enfants :
- Alix de Galard Béarn (Paris, 31 décembre 1799 - Paris, 2 juillet 1855), mariée à Paris le 23 avril 1820 avec Adrien Eugène Gaspard de Tulle, marquis de Villefranche (1793-1850),  fils de Joseph Guy Louis Hercule Dominique de Tulle, marquis de Villefranche, maréchal de camp, pair de France, et de Marie Charlotte Alexandrine de Lannoy. dont postérité ;
- Louis Hector de Galard Béarn, marquis de Brassac, comte de Béarn, baron de La Rochebeaucourt, ministre plénipotentiaire, sénateur de 1854 à 1870 (Paris, 12 avril 1802 - Bruxelles, 26 mars 1871), marié en 1824 avec Coralie Le Marois (1804-1828), puis en 1839 avec Marguerite de Choiseul Praslin (1819-1891), dont postérité des deux mariages[5].

## Liens
- Pauline de Tourzel, Souvenirs de quarante ans, 1789-1830

- Notices d'autorité :   - VIAF
  - ISNI
  - BnF (données)
  - IdRef
  - LCCN
  - WorldCat